# Maarten van Lieshout
Maarten van Lieshout (Turnhout, 13 augustus 1985) is een Belgische voetballer die bij de Nederlandse voetbalclub Willem II in Tilburg speelt. Hij is afkomstig van het naburige Ravels in België.
Van Lieshout is een verdediger. Hij is een van de vele jongeren van de jeugdopleiding van Willem II die doorstootte naar het eerste elftal. In seizoen 2007-2008 gaat hij spelen voor Verbroedering Geel in zijn vaderland, hij wordt dan 1 seizoen verhuurd. Bij Geel debuteerde hij op senioren niveau.
In het seizoen 2023-2024 was Van Lieshout actief als afgevaardigde van de U10 van KFC Dessel Sport en onderhield zijn conditie bij de B-ploeg van KFC Dessel Sport die uitkwam in de provinciale reeksen.
Op 5 september 2024 tekende Van Lieshout bij Steenweg Sport.